# Эванс, Фредди
Фредди Эванс (англ. Fred Evans; 4 февраля 1991, Кардифф, Уэльс) — британский боксёр-любитель, выступающий на международной арене под флагом Уэльса, чемпион Европы 2011 года.

## Биография
Фредди Эванс родился в столице Уэльсе Кардиффе.
Первым крупным международным успехом для Эванс стало золото на чемпионате Европы 2011 года в Анкаре в категории до 69 кг.
На Олимпиаде в Лондоне дошёл до финала в весовой категории до 69 кг, выиграв в полуфинале у украинского боксера Тарас Шелестюка. Однако в финале проиграл казахстанцу Серику Сапиеву со счетом 17:9.